# Володимир Івасюк: сила серця і таланту
«Володимир Івасюк: сила серця і таланту» — монографія. Автор — завідувач редакційно-видавничого відділу видавництва Української академії друкарства Василишин Олег Миколайович. Дана книга — єдине найповніше вітчизняне видання, що охоплює все те цікаве, що стосувалося Володимира Івасюка як за життя так і після його смерті.
Видання вийшло 2009 року в Українській академії друкарства (Львів). В основу книги покладено біобібліографічний нарис автора «Творча спадщина Володимира Івасюка»  (ISBN 978-966-322-042-0), що побачив світ 2007 р. та фотоальбом «Володимир Івасюк. Вернись із спогадів...» (ISBN 978-966-8955-10-5) 2008 року.

## Зміст книги
Вже понад півстоліття доля Володимира Івасюка бентежить дослідників, а секрет геніальності його пісень намагаються розгадати музикознавці і критики, поціновувачі і ненависники. Книга дає можливість детально ознайомитись (на основі першоджерел та спогадів рідних і друзів) з життям і творчістю Володимира Івасюка; дослідити феномен Івасюка на тлі тогочасної політичної ситуації; повернутися до кримінальної справи і спробувати знайти відповіді бодай на деякі запитання загадкової смерті; простежити роль фестивалю «Червона рута» в пробудженні національної свідомості українського народу.

## Електронні джерела
- Інтерв’ю з автором книги «Творча спадщина Володимира Івасюка» [Архівовано 21 листопада 2008 у Wayback Machine.]
- Дві скрипки Володимира Івасюка[недоступне посилання з червня 2019]
- «Кафе Івасюк» в Едмонтоні [Архівовано 10 липня 2009 у Wayback Machine.]
- "Українська пісня" у фотодокументалістиці [Архівовано 6 липня 2009 у Wayback Machine.]